# ريتشارد كوبر
ريتشارد كوبر (بالإنجليزية: Richard Cooper)‏ (27 سبتمبر 1979 بنوتنغهام في المملكة المتحدة - ) هو لاعب كرة قدم بريطاني في مركز الوسط. لعب مع نادي يورك سيتي ونوتينغهام فورست وEastwood Town F.C. ‏ وAlfreton Town F.C. ‏.

## وصلات خارجية
- ريتشارد كوبر على موقع قاعدة بيانات كرة القدم.إي يو (الإنجليزية)
- ريتشارد كوبر على موقع Soccerbase.com (لاعب) (الإنجليزية)